# Svartesjön (Östra Frölunda socken, Västergötland)
Svartesjön är en sjö i Svenljunga kommun i Västergötland och ingår i Ätrans huvudavrinningsområde.